# Aleksandrs Jackēvičs
Aleksandrs Jackēvičs (ur. 25 marca 1958 w Dobele) – łotewski judoka. W barwach ZSRR brązowy medalista olimpijski z Moskwy.
Zawody w 1980 były jego jedynymi igrzyskami olimpijskimi. Pod nieobecność części zawodników z krajów Zachodu, bojkotujących moskiewskie igrzyska, sięgnął po brąz w wadze średniej, do 86 kilogramów. Na mistrzostwach Europy wywalczył trzy złote medale: w 1978, 1980 i 1982. W 1976 był mistrzem świata juniorów. Poza kończeniu kariery sportowej został trenerem, pracował m.in. w Belgii. 